# Søby (Syddjurs)
Søby is een plaats in de Deense regio Midden-Jutland, gemeente Syddjurs, en telt 235 inwoners (2007).